# Sanggye Rinchen
Sanggye Rinchen  (1540-1612) was een Tibetaans geestelijke.
Hij was de zevenentwintigste Ganden tripa van 1596 tot 1603 en daarmee de hoofdabt van het klooster Ganden en hoogste geestelijke van de gelugtraditie in het Tibetaans boeddhisme.